# 1901 год в музыке

## События
- 18 апреля — оперная певица-контральто Мариска Хорват выходит замуж за политика Фрэнка Олдрича[1]
- 27 октября — премьера Концерта для фортепиано с оркестром № 2 Сергея Рахманинова в Москве
- 25 ноября — премьера Симфонии № 4 Густава Малера в Мюнхене
- В Вене основывается студия звукозаписи классической музыки Universal Edition[2]
- Энрике Гранадос основывает Академию Гранадос в Испании[3]
- Дебют оперной певицы Джеральдины Фаррар[4]
- Дебют пианиста Перси Грейнджера[5]
- 13-летний Агустин Барриос поступает в университет в Асунсьоне на музыкальное отделение
- Возрастает популярность рэгтаймов

## Классическая музыка
- Эрнст фон Донаньи — Симфония № 1 ре-минор, опус 9
- Джордже Энеску — румынская рапсодия № 1 ля-мажор, опус 11, № 1; румынская рапсодия № 2 ре-мажор, опус 11, № 2; концерт для виолончели с оркестром си-минор, опус 8
- Александр Глазунов — сонаты для фортепиано 1 и 2, опусы 74-75
- Густав Малер — симфония № 4 соль-мажор
- Сергей Рахманинов — Концерт для фортепиано с оркестром № 2, опус 18
- Отторино Респиги — струнный квинтет для двух скрипок, двух альтов и виолончели
- Сергей Танеев — струнный квинтет соль-мажор, опус 14
- Людвиг Тюйе — квинтет для фортепиано ми-бемоль мажор, опус 20
- Хакон Бёрресен — струнный секстет соль-мажор, опус 5
- Фрэнк Бридж — «Фантастическое скерцо»; струнный квинтет ми-минор
- Андре Капле — кантата «Мирра»
- Феликс Дрезеке — струнный квинтет фа-мажор, опус 77

## Опера
- Фредерик Делиус — «Сельские Ромео и Джульетта»
- Антонин Дворжак — «Русалка»
- Энрике Гранадос — «Picarol»
- Жюль Массне — «Гризельда»
- Чарльз Вильерс Стэнфорд — «Много шума из ничего»
- Рихард Штраус — «Погасшие огни»

## Родились

### Январь
- 22 января — Ханс Эрих Апостель (ум. 1972) — немецкий и австрийский композитор и музыковед

### Февраль
- 2 февраля — Яша Хейфец (ум. 1987) — американский скрипач российско-еврейского происхождения
- 15 февраля — Кокомо Арнольд[англ.] (ум. 1968) — американский блюзовый певец и гитарист

### Март
- 27 марта — Энрике Сантос Диссеполо (ум. 1951) — аргентинский танцор, музыкант, композитор и кинорежиссёр

### Май
- 8 мая — Иоганнес Петшуль (ум. 2001) — немецкий музыкальный издатель
- 12 мая — Скрэппи Ламберт[англ.] (ум. 1987) — американский джазовый певец и пианист
- 17 мая — Вернер Эгк (ум. 1983) — немецкий оперный и театральный композитор
- 21 мая — Хорас Хейдт[англ.] (ум. 1986) — американский пианист и бэнд-лидер
- 23 мая — Эдмунд Раббра (ум. 1986) — британский композитор
- 30 мая — Фрэнки Трамбауэр (ум. 1956) — американский джазовый саксофонист и вокалист

### Июнь
- 6 июня — Вера Корен (ум. 1996) — французская певица и актриса театра и кино
- 10 июня — Фредерик Лоу (ум. 1988) — американский композитор австро-немецкого происхождения
- 24 июня
  - Марсель Мюль (ум. 2001) — французский саксофонист
  - Гарри Парч (ум. 1974) — американский композитор и конструктор музыкальных инструментов
- 29 июня — Нельсон Эдди[англ.] (ум. 1967) — американский певец (баритон) и актёр

### Июль
- 3 июля — Рут Кроуфорд Сигер (ум. 1953) — американский композитор
- 28 июля — Руди Валле (ум. 1986) — американский певец, саксофонист, бэнд-лидер и актёр

### Август
- 4 августа — Луи Армстронг (ум. 1971) — американский джазовый трубач, композитор, бэнд-лидер и певец
- 9 августа — Габи Казадезюс (ум. 1999) — французская пианистка

### Сентябрь
- 2 сентября — Фил Наполеон[англ.] (ум. 1990) — американский джазовый трубач и бэнд-лидер
- 9 сентября — Джеймс Блейдс[англ.] (ум. 1999) — британский перкуссионист
- 12 сентября — Эрнст Пеппинг[англ.] (ум. 1981) — немецкий композитор и педагог
- 26 сентября — Тед Вимс[англ.] (ум. 1963) — американский джазовый скрипач, пианист и бэнд-лидер

### Октябрь
- 2 октября — Кики с Монпарнаса (ум. 1953) — французская певица, актриса, художница и натурщица
- 4 октября – Альфред фон Бекерат (ум. 1978) —  немецкий композитор и дирижёр
- 7 октября — Ральф Рэйнджер[англ.] (ум. 1942) — американский композитор
- 8 октября — Эйвинд Гровен[норв.] (ум. 1977) — норвежский композитор, теоретик музыки и скрипач
- 18 октября — Аннетт Хэншоу (ум. 1985) — американская джазовая певица
- 20 октября
  - Аделаида Холл[англ.] (ум. 1993) — британская джазовая певица и артистка эстрады американского происхождения
  - Фрэнк Черчилль (ум. 1942) — американский композитор

### Ноябрь
- 16 ноября — Джесси Стоун (ум. 1999) — американский музыкант и автор песен
- 21 ноября — Джакомо Ваги[итал.] (ум. 1978) — итальянский оперный певец (бас)
- 22 ноября — Хоакин Родриго (ум. 1999) — испанский композитор

### Декабрь
- 2 декабря — Недялка Симеонова (ум. 1959) — болгарская скрипачка и педагог
- 22 декабря — Андре Костеланец (ум. 1980) — американский дирижёр и аранжировщик российского происхождения
- 26 декабря — Виктор Хели-Хатчинсон[англ.] (ум. 1947) — британский композитор, дирижёр и пианист

## Скончались

### Январь
- 11 января — Василий Калинников (34) — русский композитор
- 27 января — Джузеппе Верди (87) — итальянский композитор

### Февраль
- 1 февраля — Пьер Леандр Ипполит Барбедетт (73) — французский политик, композитор и музыкальный критик
- 17 февраля — Этельберт Невин (38) — американский пианист и композитор

### Март
- 19 марта — Филипп Эмиль Франсуа Жиль (69) — французский публицист, драматург и либреттист

### Апрель
- 3 апреля — Ричард Д’Ойли Карт (56) — британский театральный антрепренёр и композитор
- 11 апреля — Ивар Кристиан Халльстрём (74) — шведский композитор и музыковед
- 14 апреля — Элис Барнетт[англ.] (54) — британская певица (контральто) и актриса

### Май
- 2 мая — Франц Руммель[англ.] (48) — немецкий пианист
- 9 мая — Готтфрид фон Прейер (94) — австрийский дирижёр, композитор и музыкальный педагог
- 20 мая — Бетти Фибихова[чеш.] (55) — чешская оперная певица (контральто)

### Июнь
- 17 июня — Густав Корнелиус Гурлитт (81) — немецкий композитор
- 23 июня — Чарльз Кенсингтон Саламан[англ.] (87) — британский композитор, пианист и писатель

### Июль
- 18 июля — Альфредо Пиатти (79) — итальянский композитор и виолончелист
- 29 июля — Антонина Абаринова (59) — русская оперная певица (контральто, меццо-сопрано) и драматическая актриса

### Август
- 17 августа — Эдмон Одран (59) — французский композитор
- 24 августа — Гуннар Веннерберг (83) — шведский поэт, политик и композитор

### Сентябрь
- 1 сентября — Густав Альбрехт (76) — немецкий органист, композитор и музыкальный педагог
- 3 сентября — Фридрих Кризандер (75) — немецкий музыковед, музыкальный критик и редактор
- 29 сентября — Аделаида Борги-Мамо (72) — итальянская оперная певица (меццо-сопрано)

### Октябрь
- 22 октября — Фредерик Арчер (63) — британский и американский органист, дирижёр и композитор

### Ноябрь
- 16 ноября — Мартин Блумнер (73) — немецкий композитор, дирижёр и теоретик музыки
- 25 ноября — Йозеф Райнбергер (62) — немецкий композитор и органист лихтенштейнского происхождения

### Декабрь
- 15 декабря — Элиас Альварес Лобо[порт.] (67) — бразильский композитор